# Katarina Barley
Katarina Barley [ˈbɑːli], född den 19 november 1968 i Köln, Västtyskland, är en tysk-brittisk politiker och advokat. Mellan 14 mars 2018 och 27 juni 2019 var hon Tysklands justitie- och konsumentskyddsminister i regeringen Merkel IV. Hon var tidigare familje-, äldre-, kvinno- och ungdomsminister från den 2 juni 2017 samt även arbets- och socialminister från den 28 september 2017 i regeringen Merkel III. Hon höll båda posterna fram till regeringsombildningen 14 mars 2018.
Barley är medlem av det tyska socialdemokratiska partiet (SPD) och ledamot i den tyska förbundsdagen sedan 2013, samt var det socialdemokratiska partiets generalsekreterare från 2015 till 2017. Inom förbundsdagen tillhör hon SPD:s vänsterflygel och är medlem av dennas parlamentariska organisation. Hon har juristexamina från Frankrike och Tyskland och har en doktorsgrad i europeisk rätt. Hon har tidigare arbetat som företagsadvokat vid Hamburg-baserade advokatbyrån Wessing & Berenberg-Gossler, som domare samt som statlig juridisk rådgivare. Barley föddes som brittisk medborgare, med en brittisk pappa och tysk mamma, och har idag dubbelt medborgarskap i både Tyskland och Storbritannien.
Barley sitter sedan 2019 i Europaparlamentet, och är vice ordförande i parlamentet. Dessutom är hon ledamot för Europaparlamentets presidium, utskottet för medborgerliga fri- och rättigheter samt rättsliga och inrikes frågor, delegationen till den gemensamma parlamentarikerkommittén EU-Chile, delegation till den parlamentariska partnerskapsförsamlingen EU‒Förenade kungariket samt delegationen för förbindelserna med Indien. Hon är suppleant i utskottet för utrikesfrågor.